# Ліхтенштейн на зимових Олімпійських іграх 2006
Ліхтенштейн брав участь у Зимових Олімпійських іграх 2006 року в Турині (Італія), але не завоював жодної медалі. Князівство представляли 5 спортсменів у 2-х видах спорту: гірськолижному спорті та лижних перегонах.

### Гірськолижний спорт
| Спортсмен        | Дисципліна              | Результат     | Результат     | Результат     | Результат     | Результат     |
| Спортсмен        | Дисципліна              | 1 спроба      | 2 спроба      | 3 спроба      | Підсумок      | Місце         |
| ---------------- | ----------------------- | ------------- | ------------- | ------------- | ------------- | ------------- |
| Марко Бюхель     | Швидкісний спуск        | н/а           | н/а           | н/а           | 1:50.04       | 7             |
| Марко Бюхель     | Супергігант             | н/а           | н/а           | н/а           | 1:31.22       | 6             |
| Марко Бюхель     | Гігантський слалом      | Не фінішував  | Не фінішував  | Не фінішував  | Не фінішував  | Не фінішував  |
| Клаудіо Шпрехер  | Швидкісний спуск        | н/а           | н/а           | н/а           | 1:53.34       | 35            |
| Клаудіо Шпрехер  | Супергігант             | Не фінішував  | Не фінішував  | Не фінішував  | Не фінішував  | Не фінішував  |
| Клаудіо Шпрехер  | Гігантський слалом      | Не фінішував  | Не фінішував  | Не фінішував  | Не фінішував  | Не фінішував  |
| Клаудіо Шпрехер  | Комбінація              | 1:41.01       | 51.77         | 51.30         | 3:24.08       | 32            |
| Джессіка Вальтер | Слалом                  | 45.37         | 49.73         | н/а           | 1:35.10       | 32            |
| Тіна Вейратер    | Швидкісний спуск        | Не фінішувала | Не фінішувала | Не фінішувала | Не фінішувала | Не фінішувала |
| Тіна Вейратер    | Супергігантський слалом | н/а           | н/а           | н/а           | 1:35.34       | 33            |

Примітка: У чоловічій комбінації 1-а спроба — швидкісний спуск, 2-а і 3-я спроби — слалом. У жіночій комбінації 1-а і 2-а спроби — слалом, 3-я спроба — швидкісний спуск.

### Лижні перегони
Дистанція
| Спортсмен     | Дисципліна                   | Результат | Результат |
| Спортсмен     | Дисципліна                   | Підсумок  | Місце     |
| ------------- | ---------------------------- | --------- | --------- |
| Маркус Гаслер | Гонка на 30 км з масс-старту | 1:17:10.9 | 11        |
| Маркус Гаслер | Гонка на 50 км з масс-старту | 2:08:29.0 | 39        |